# Las apariencias engañan
Las apariencias engañan es una película de Argentina en blanco y negro dirigida por Carlos Rinaldi sobre el guion de Carlos A. Petit según el argumento de Roberto Gil que se estrenó el 5 de junio de 1958 y que tuvo como protagonistas a Adolfo Stray, Patricia Castell, Alberto Bello y Ana Arneodo. Fue el último filme de Florindo Ferrario.

## Sinopsis
Un joven rico es acusado injustamente por las faltas de su hermano y de su cuñado.

## Reparto
- Adolfo Stray ... Ireneo Petrarca
- Patricia Castell ... Teresita Méndez
- Alberto Bello ... Don Goyo Petrarca
- Ana Arneodo ... Sra. de Petrarca
- Florindo Ferrario ... Lalo Urquiza Cangallo Arenales Montes de Oca
- Perla Alvarado ... Alba Petrarca
- Amadeo Novoa ... Jorge Alberto Petrarca
- Enrique García Satur ... Toribio
- Benito Cibrián ... Don pancho Díaz Vélez Hernandarias
- Cristina Berys ... Rosario Petrarca
- Pedro Pompilio ... Don Bruno
- Thelma del Río ... Julia
- Beto Gianola ... Oficial de policía
- Julio de Grazia ... Empleado de la empresa
- Roberto Ballesteros

## Comentarios
La Nación dijo en su crónica que :

”Todo en este film parecería hecho sin imaginación.”

Por su parte Manrupe y Portela escriben:

”Comedia humilde de asunto remanido pero con lucimiento del protagonista.”